# Parthenopeiska republiken
Parthenopeiska republiken var en republik understödd av den Första franska republiken. Republiken bestod av territoriet som tillhörde Kungariket Neapel. Den bildades då Ferdinand IV flydde, eftersom den franska armén avancerande. Republiken existerade från den 21 januari 1799 till den 13 juni samma år då Kungariket Neapel återupprättades. Namnet Parthenope syftar på den grekiska koloni som anlades där nu Neapel ligger.
Republiken upprättades av fransmännen, sedan det neapolitanska hovet dragit sig undan till Sicilien. Den 23 januari 1799 besattes Neapel av den franske generalen Championnet efter en häftig kamp med lazzaronerna. En provisorisk regering av 25 medlemmar tillsattes, men tryckande kontributioner framkallade på alla håll upproriska rörelser, och då krigets gång i norra Italien i maj tvingade Championnets efterträdare MacDonald att dra sig tillbaka dit, återtogs Neapel av de kungliga trupperna under Fabrizio Ruffo. Den 23 juni var dagen för republikanernas kapitulation, som följdes av en blodig räfst, vid vilken inte bara Ruffos, kung Ferdinand IV:s och drottning Karolinas, utan även brittiske ministerns gemål lady Hamiltons och sjöhjälten Nelsons namn framstår i ofördelaktig dager. Parthenopeiska republikens flagga var en variant av den franska, med det vita fältet utbytt mot ett gult.

### Webbkällor
Den här artikeln är helt eller delvis baserad på material från Nordisk familjebok, Parthenopeiska republiken, 1904–1926.